# Robert Jarczyk (polityk)

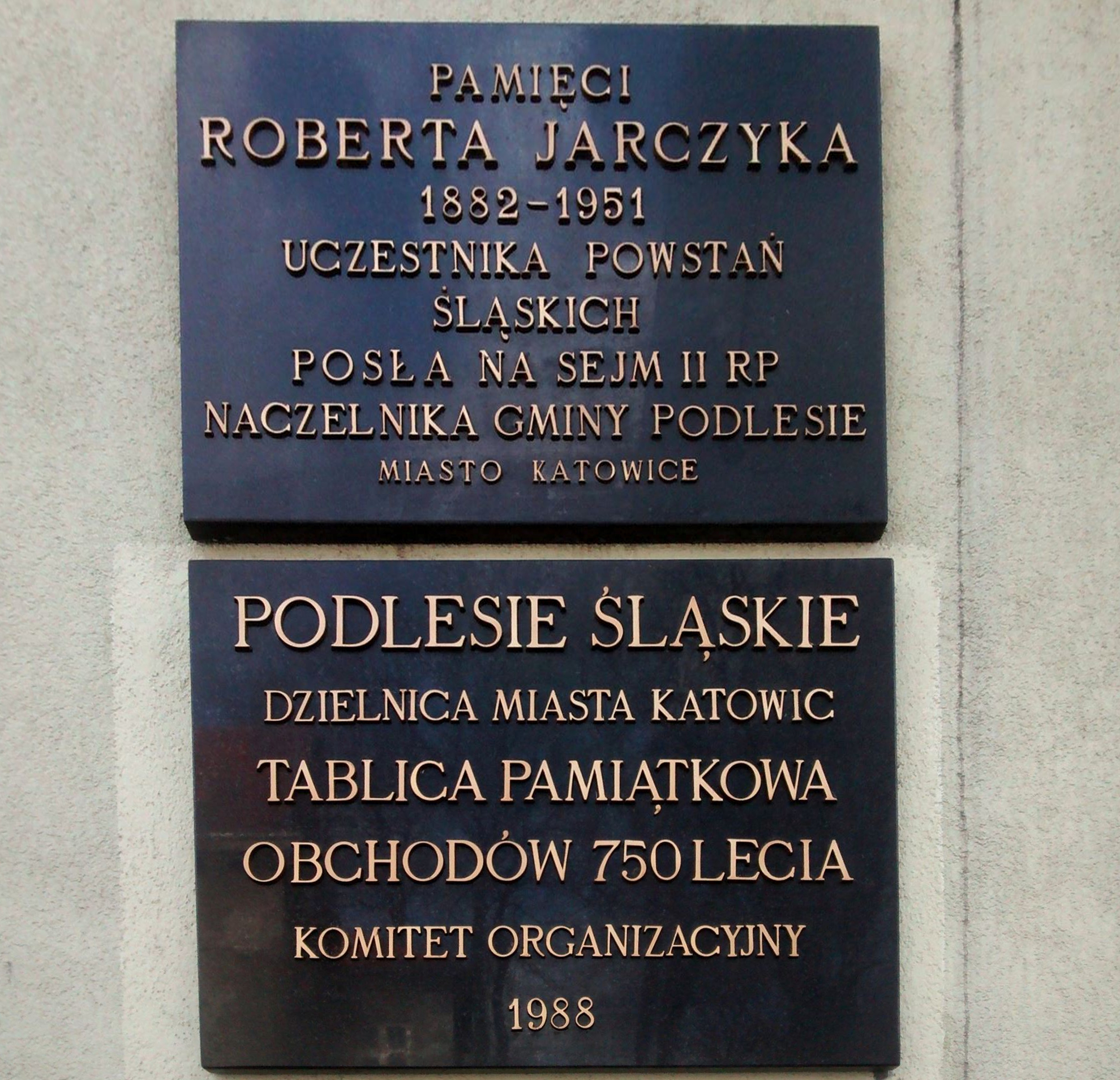
Tablice na fasadzie budynku przy ul. Uniczowskiej 36 w katowickiej dzielnicy Podlesie, upamiętniające 750-lecie Podlesia i naczelnika Roberta Jarczyka (2015)

Robert Jarczyk (ur. 20 lub 29 kwietnia 1882 w Podlesiu, zm. 17 sierpnia 1951 w Katowicach) – polski polityk, działacz społeczny i narodowy na Górnym Śląsku, kupiec, uczestnik powstań śląskich, poseł na Sejm RP (1930–1935).

## Życiorys
Był synem Pawła i Anny z Polaków, bratem Henryka. Brał udział w powstaniach śląskich. Od 1926 piastował funkcję naczelnika gminy Podlesie. Od 1926 związany z sanacją i Narodowym Chrześcijańskim Zjednoczeniem Pracy. W 1930 został wybrany posłem na Sejm RP z okręgu wyborczego nr 40 (Cieszyn). W latach 30. XX wieku był przewodniczącym Związku Drogowego Podlesie-Piotrowice-Murcki. Z powodu konfliktu z proboszczem parafii Matki Bożej Częstochowskiej w Podlesiu ks. Karolem Wientzkiem założył w 1932 cmentarz komunalny, w którym powstało przeznaczone dla niego i dla jego rodziny mauzoleum. W 1938 zrezygnował z funkcji naczelnika gminy.
Podczas II wojny światowej przebywał w Krakowie.
Był żonaty z Albiną z d. Szuster (1907–1980). 
Zmarł w Katowicach. Pochowany na cmentarzu Parafii św. Wojciecha w Mikołowie (sektor 2BL-18-3).

## Ordery i odznaczenia
- Srebrny Krzyż Zasługi (11 stycznia 1928)[7]

## Upamiętnienie
Upamiętniony tablicą na fasadzie budynku dawnego urzędu gminy przy ul. Uniczowskiej 36 w katowickiej dzielnicy Podlesie.